# Саммит G-20 в Осаке (2019)
Саммит G-20 в Осаке — 14-я встреча лидеров государств и Европейского союза, входящих в «Большую двадцатку» (G-20), состоявшаяся в городе Осака (Япония) 28—29 июня 2019 года. На встречу также были приглашены представители Испании, Сингапура, Таиланда, Египта, Сенегала, Чили, Вьетнама и Нидерландов.

## Участники саммита

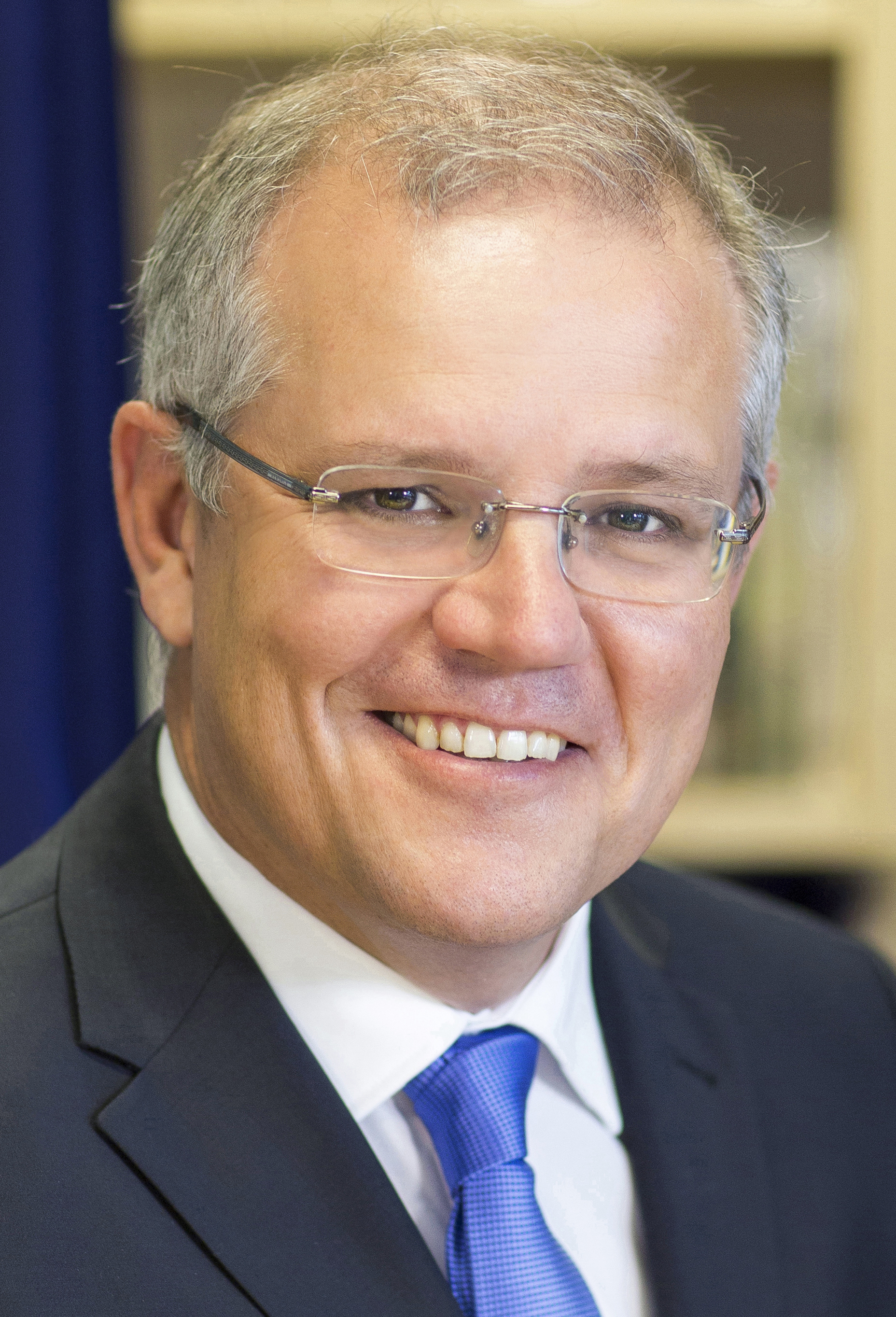
Австралия Скотт Моррисон, Премьер-министр
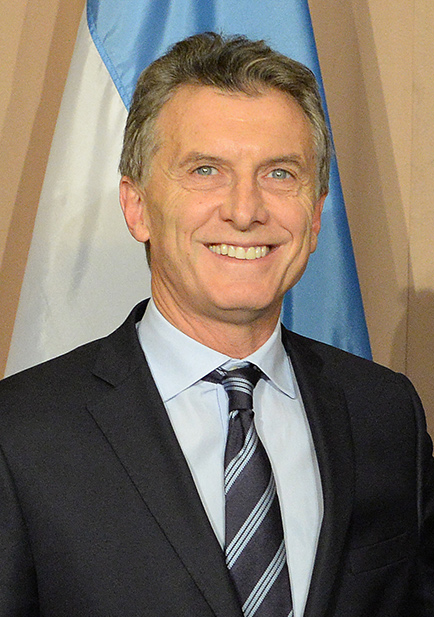
Аргентина Маурисио Макри, Президент
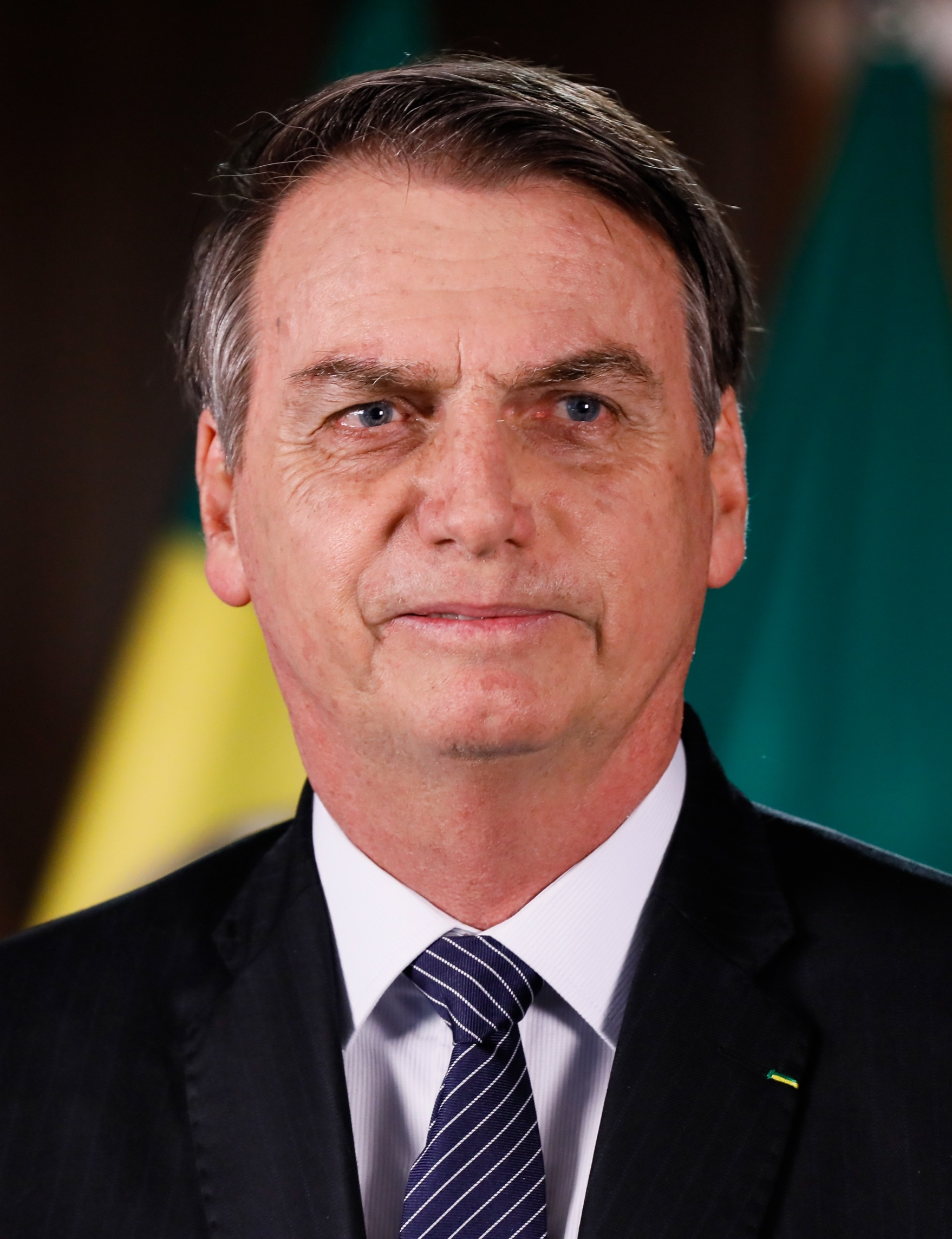
Бразилия Жаир Болсонару, Президент
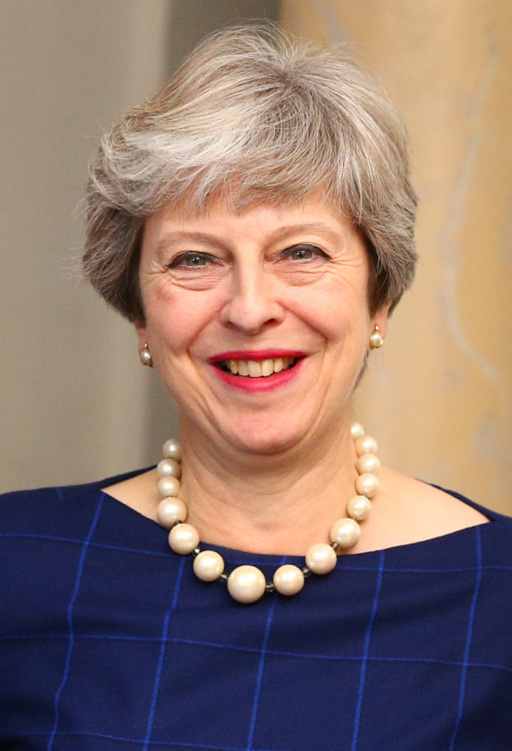
Великобритания Тереза Мэй, Премьер-министр
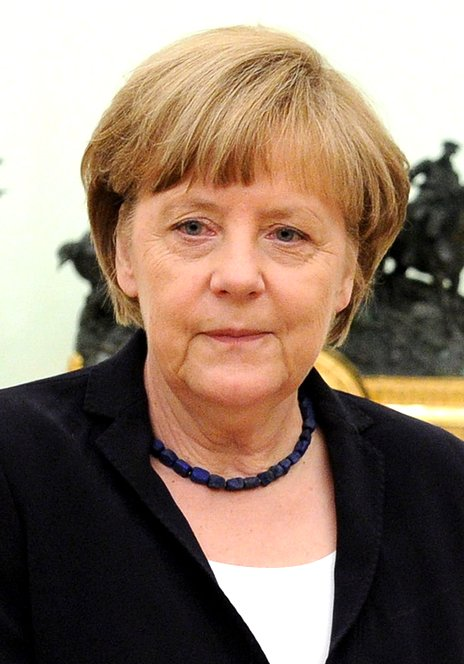
Германия Ангела Меркель, Канцлер
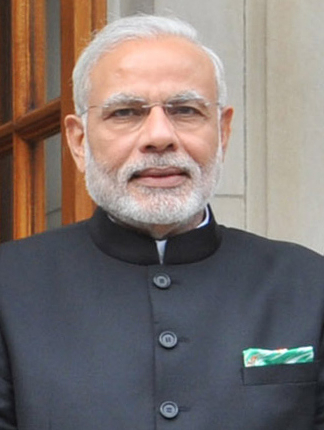
Индия Нарендра Моди, Премьер-министр
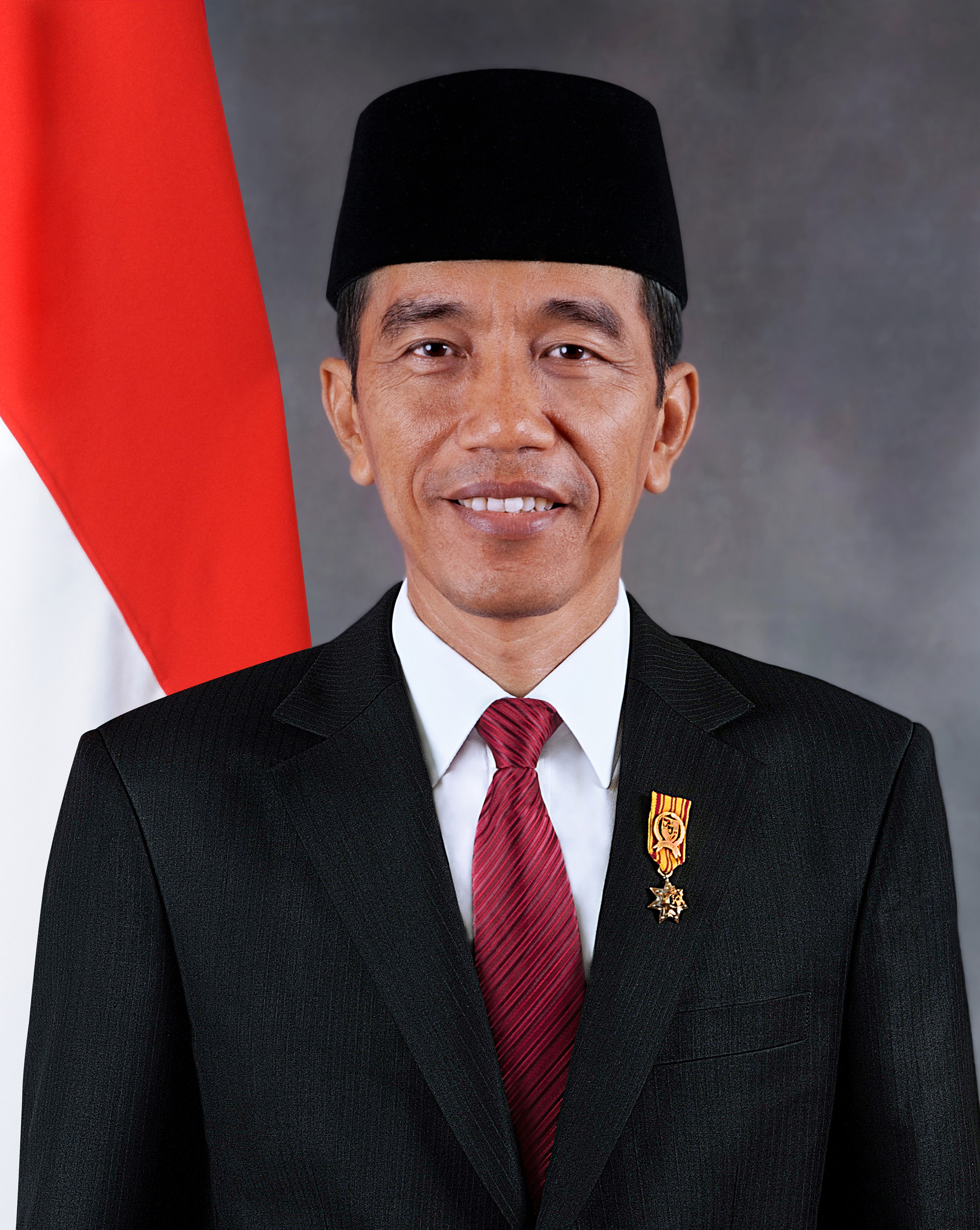
Индонезия Джоко Видодо, Президент
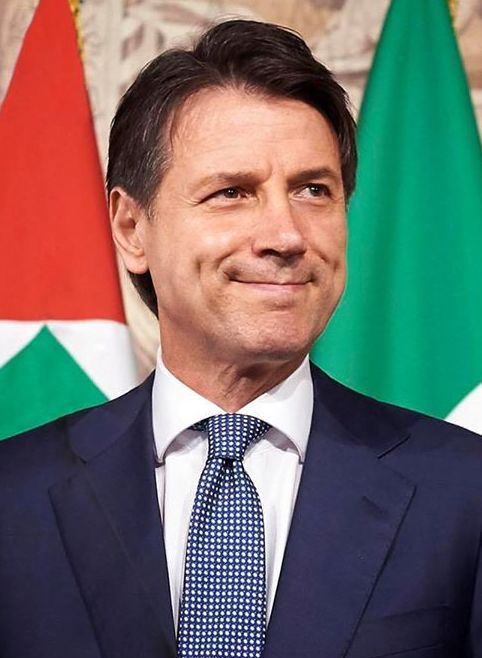
Италия Джузеппе Конте, Премьер-министр
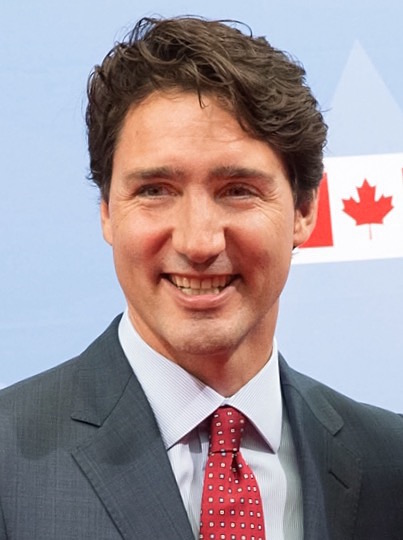
Канада Джастин Трюдо, Премьер-министр
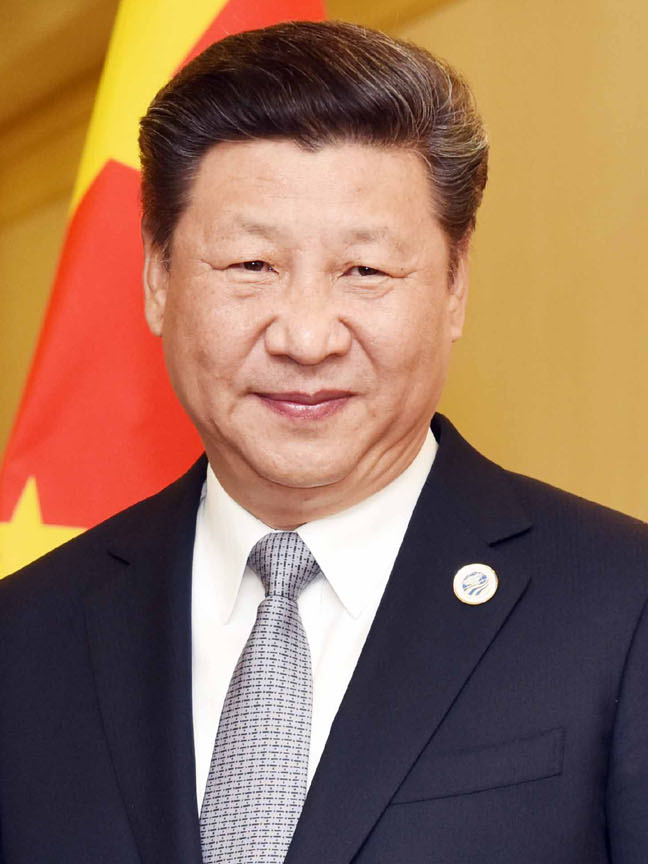
Китай Си Цзиньпин, Председатель
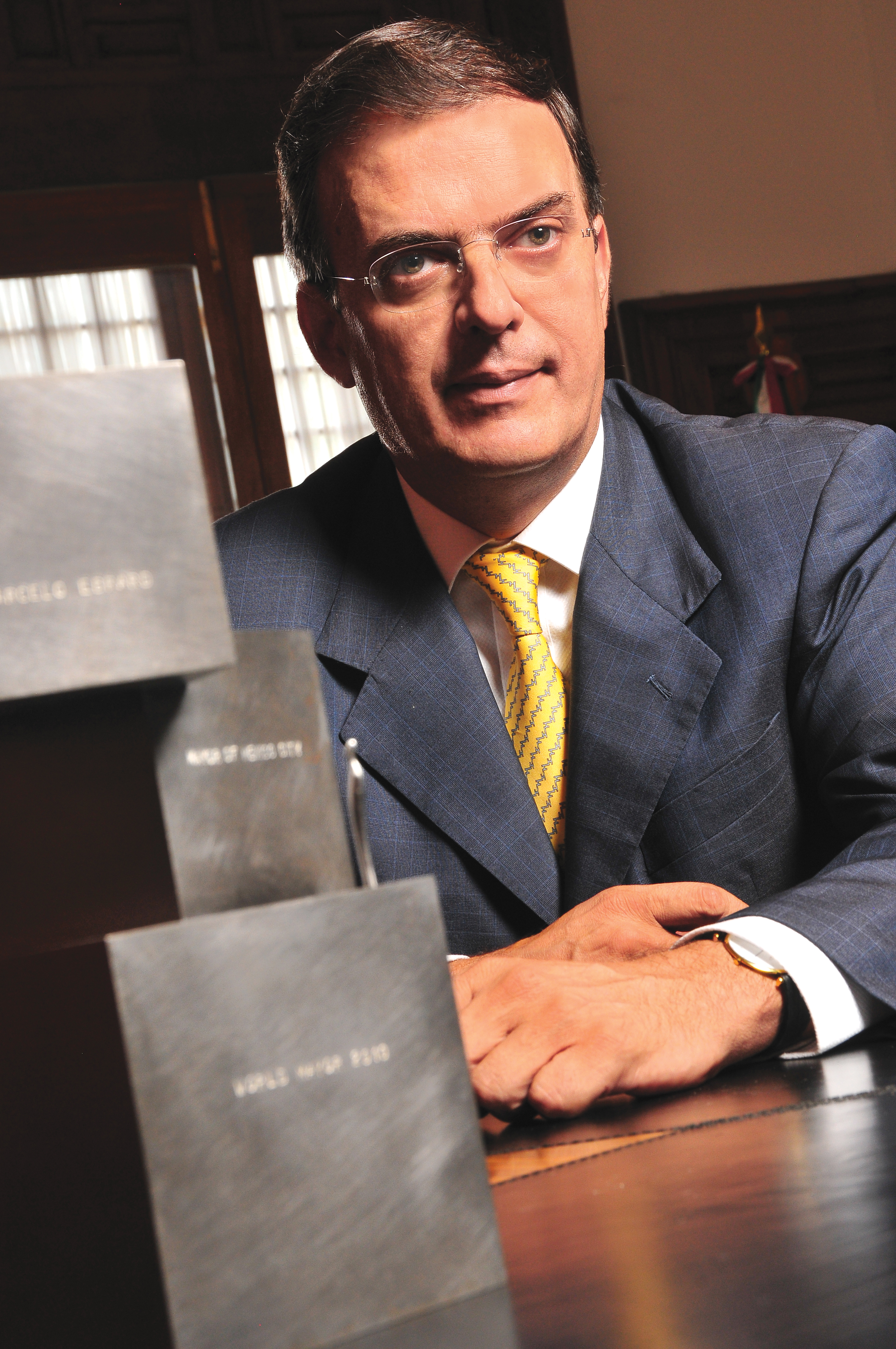
Мексика Марсело Эбрард, Министр иностранных дел
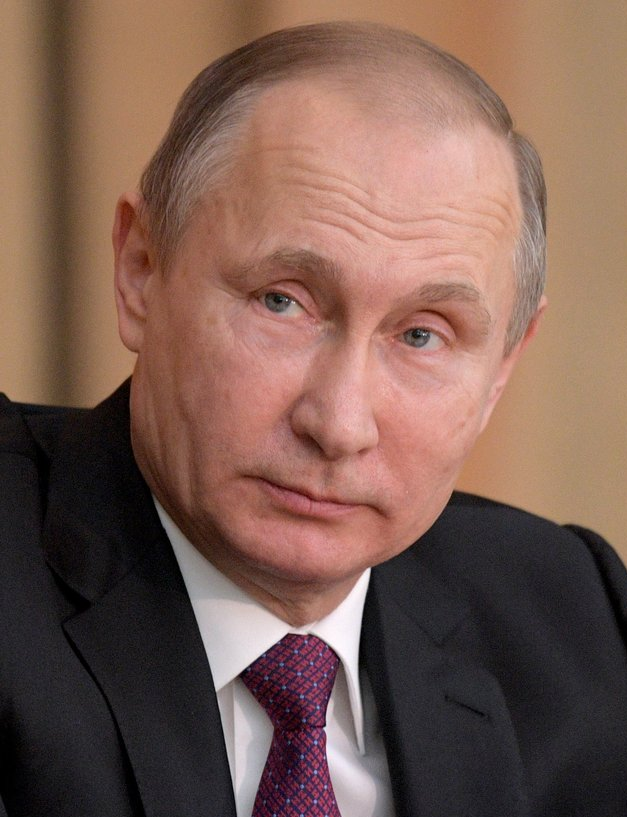
Россия Владимир Путин, Президент
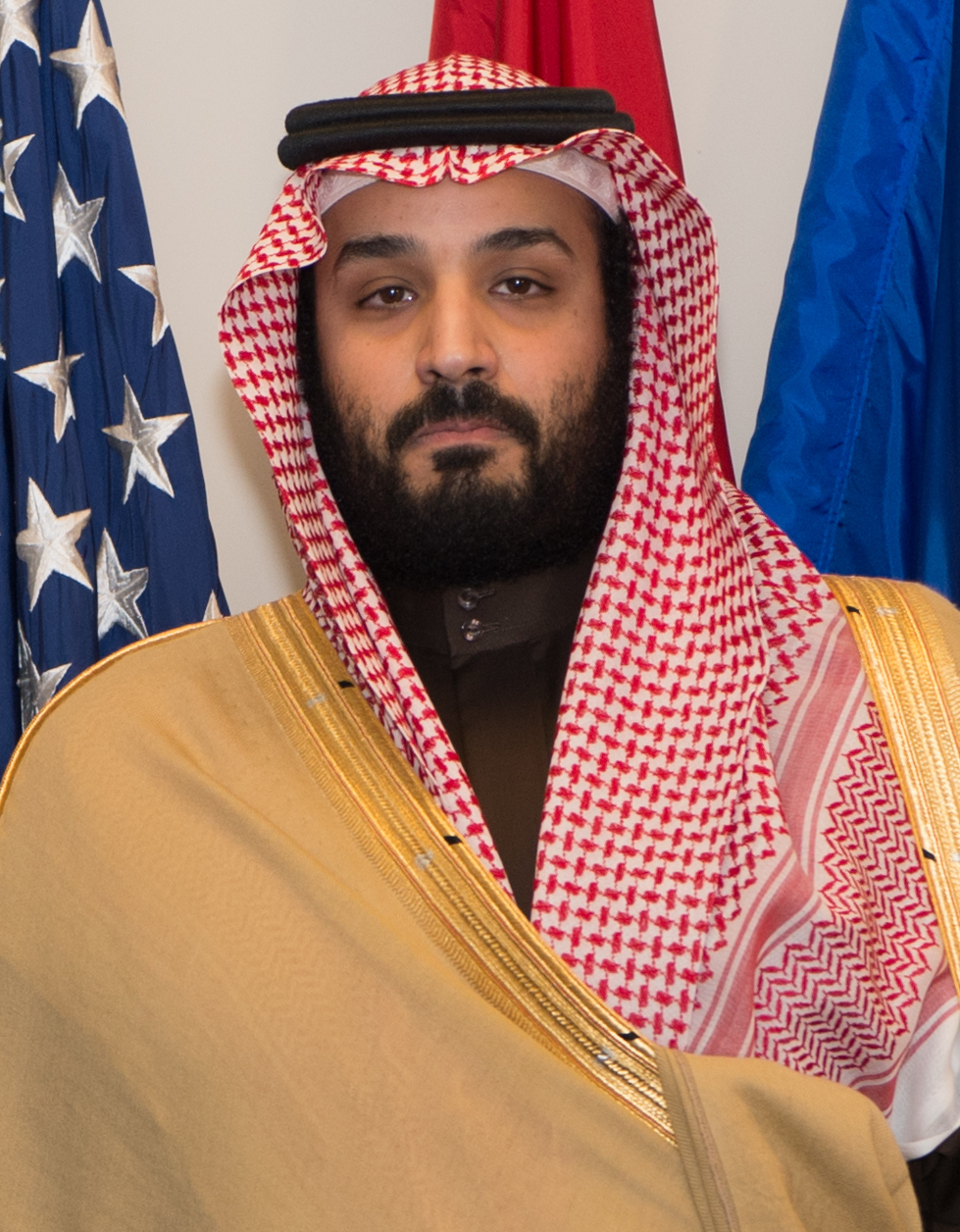
Саудовская Аравия Мухаммед ибн Салман Аль Сауд, кронпринц
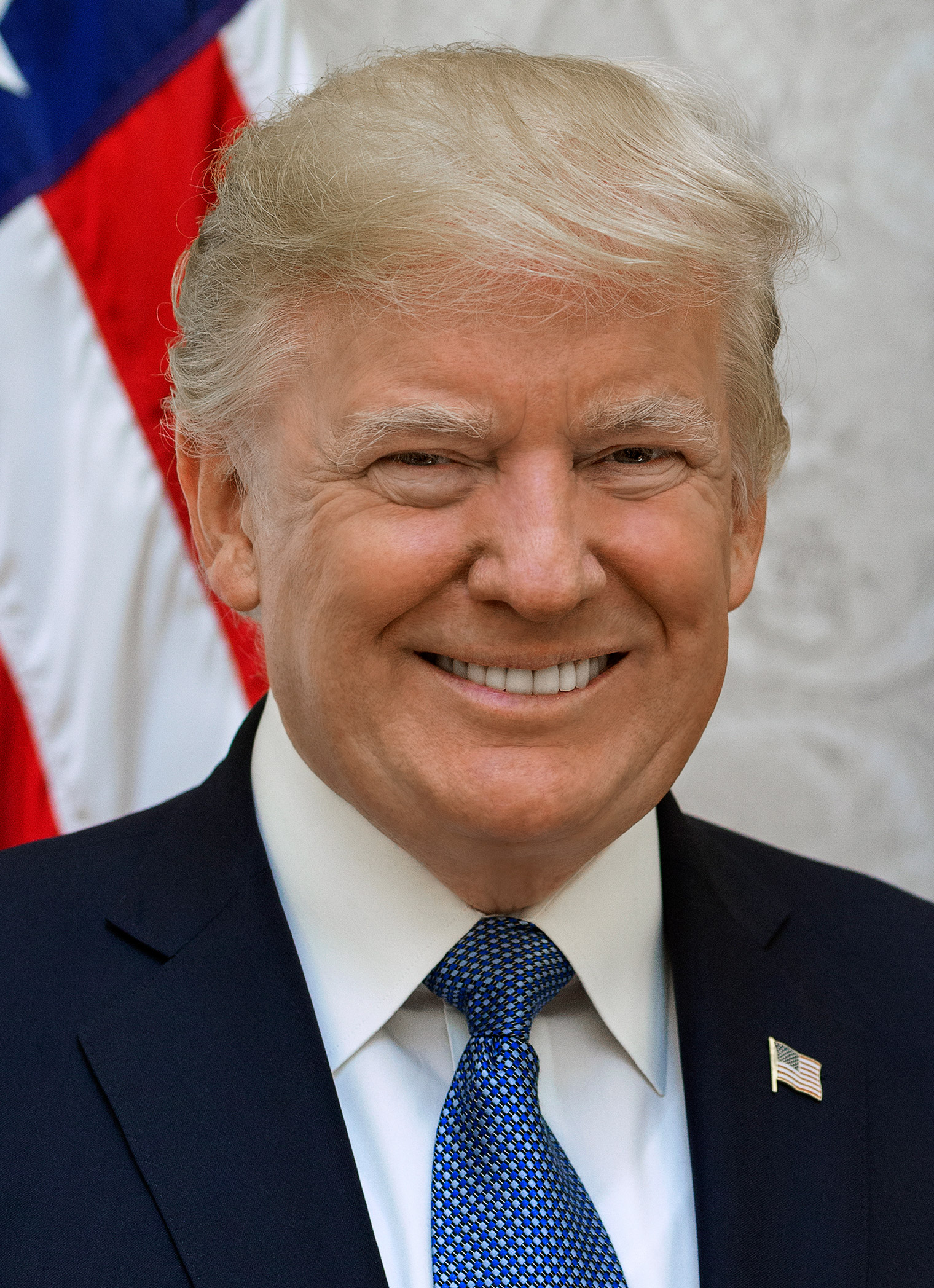
США Дональд Трамп, Президент
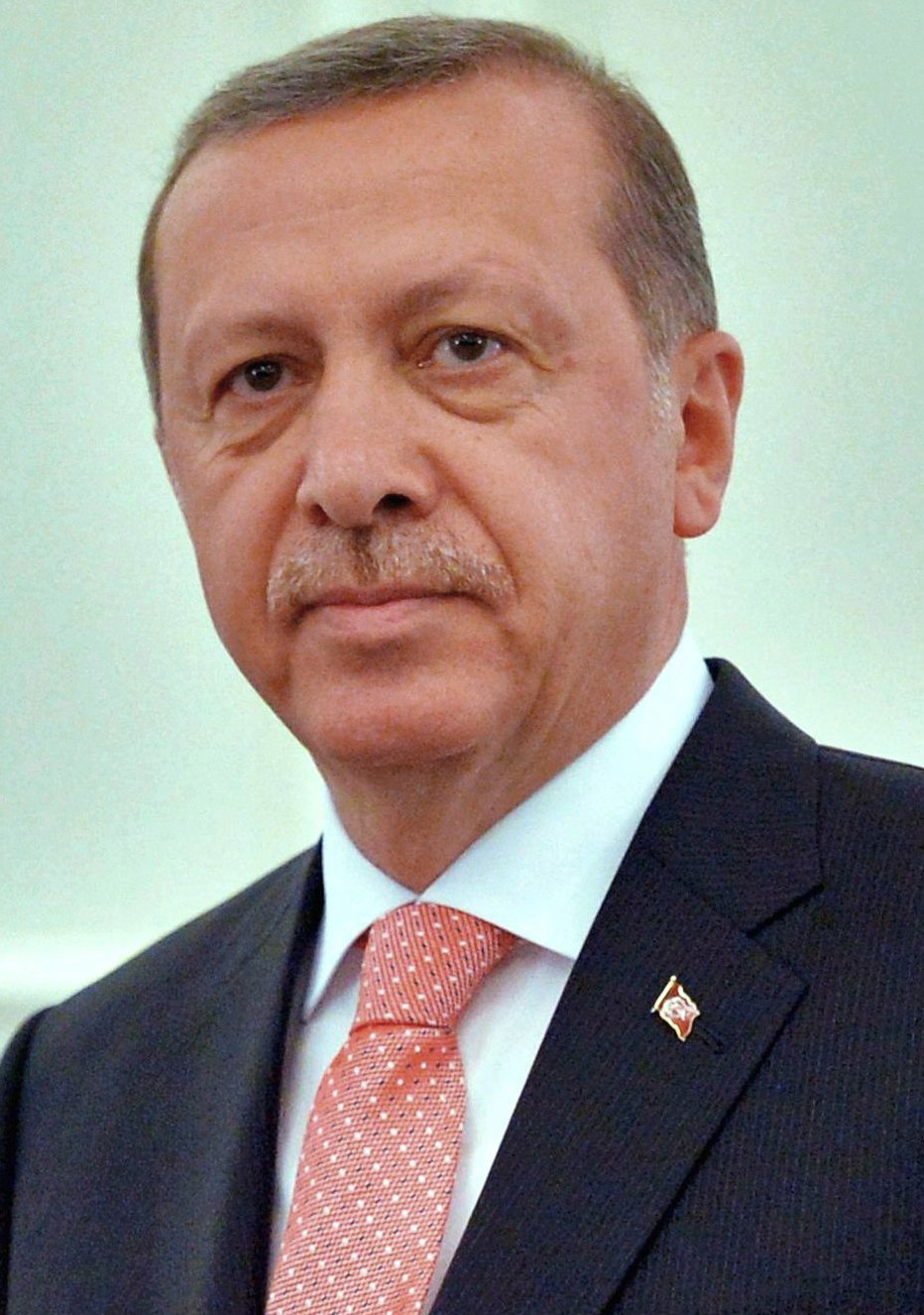
Турция Реджеп Эрдоган, Президент
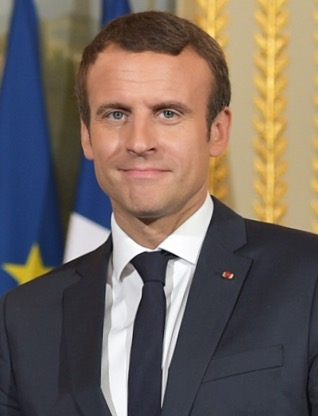
Франция Эмманюэль Макрон, Президент
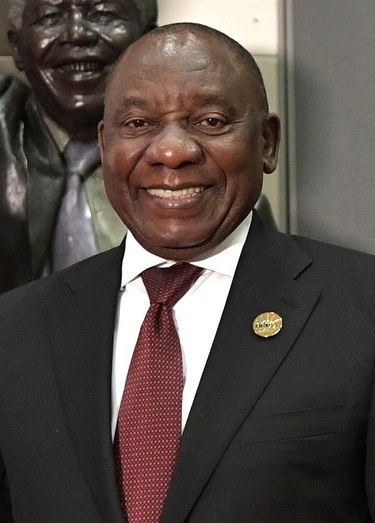
Южно-Африканская Республика Сирил Рамафоса, Президент
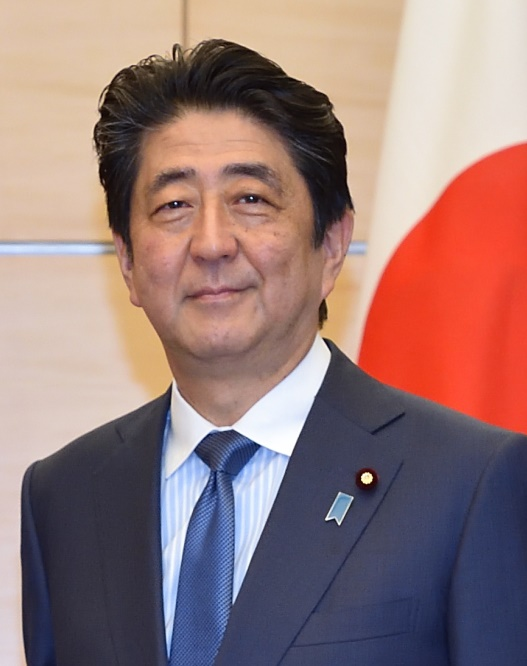
Япония Синдзо Абэ, Премьер-министр, Хозяин саммита
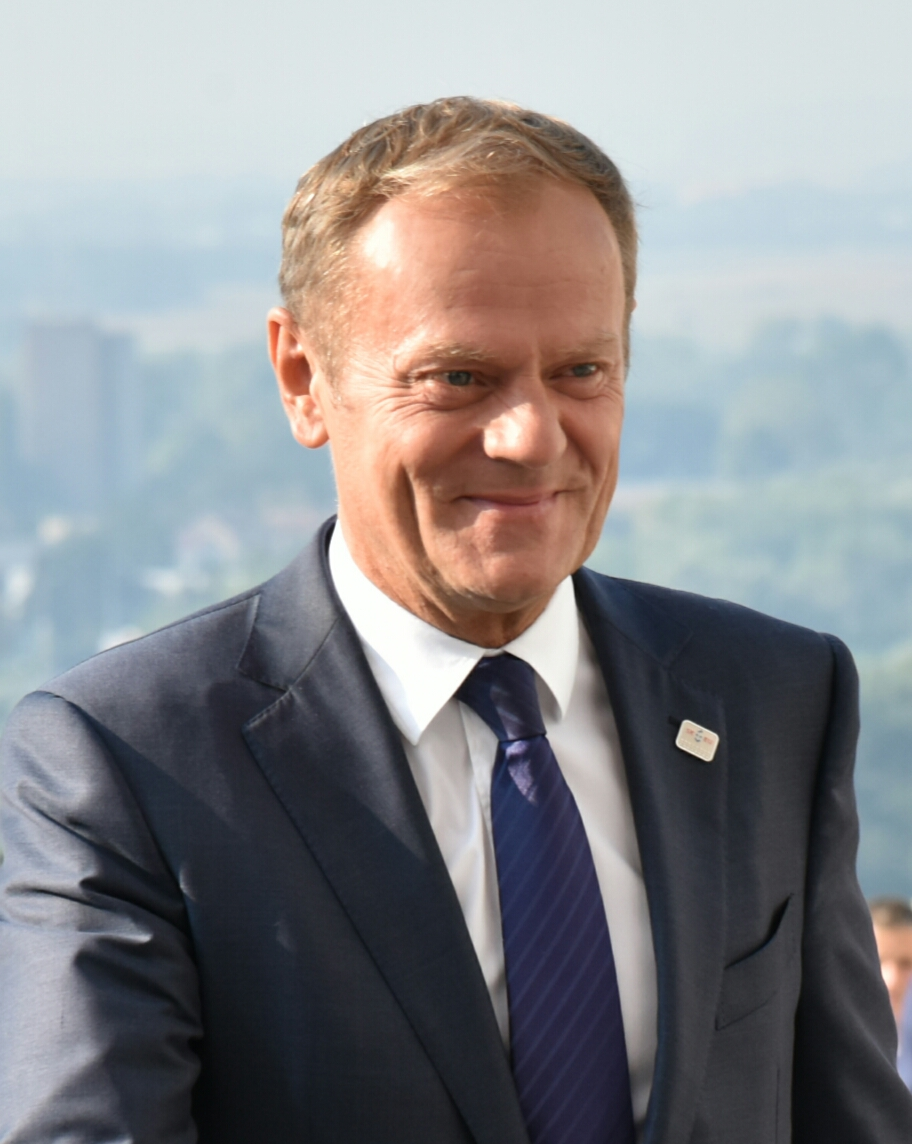
Дональд Туск, Председатель Европейского совета
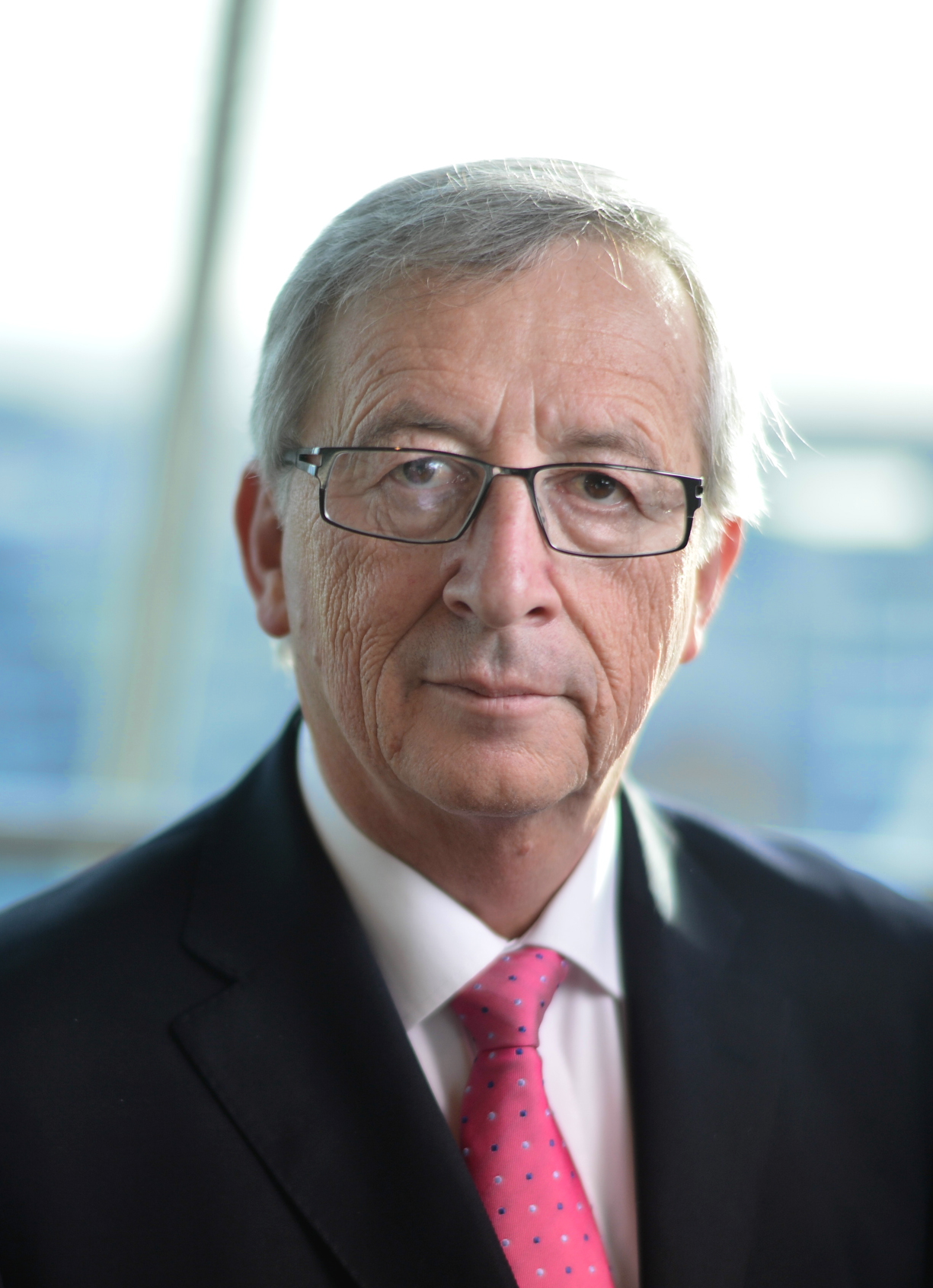
Жан-Клод Юнкер, Председатель Европейской комиссии

### Приглашены в качестве гостей
В качестве принимающей стороны Япония пригласила дополнительно представителей других государств и международных организаций для участия в заседаниях G20.

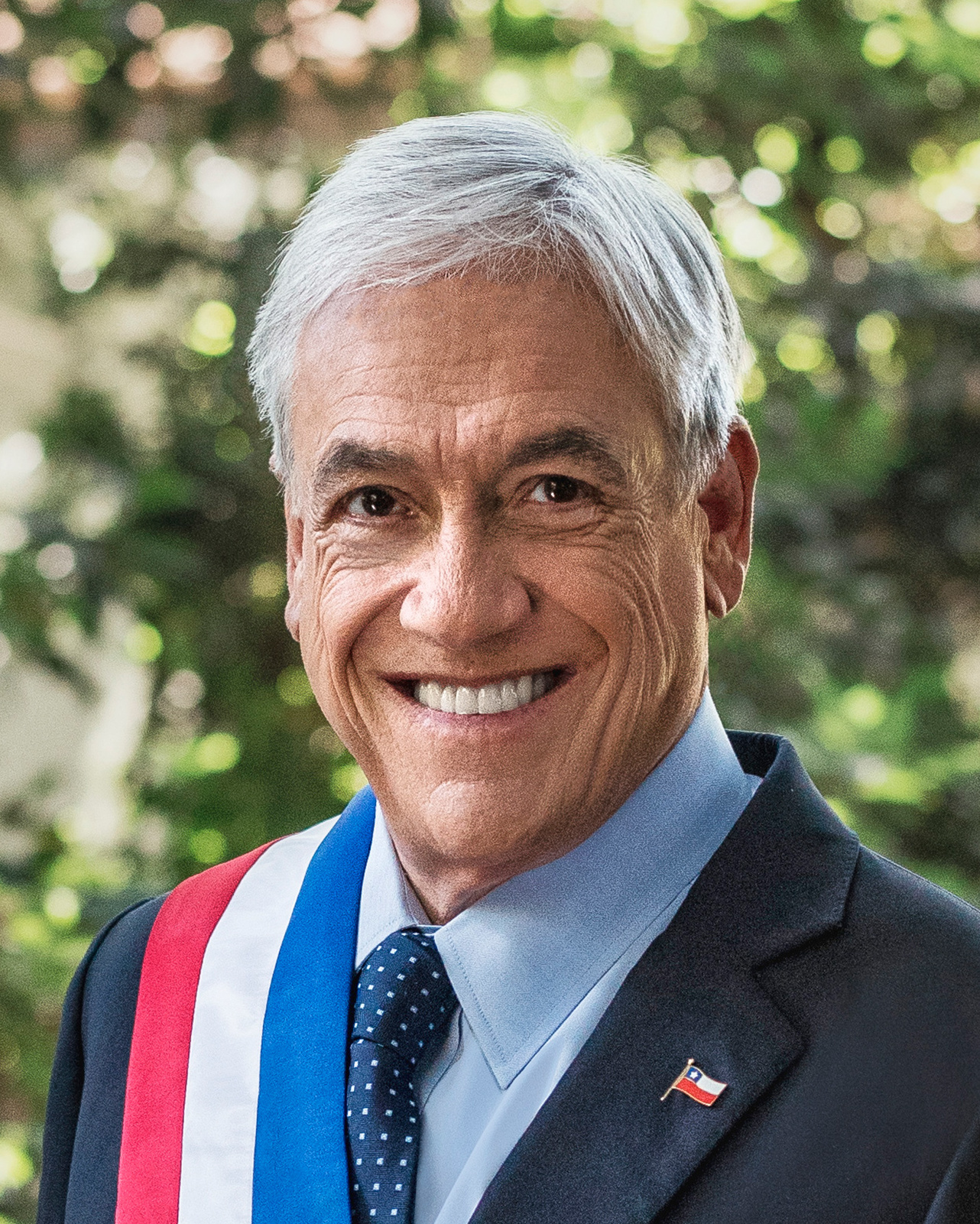
CHL Себастьян Пиньера, Президент, Председатель APEC
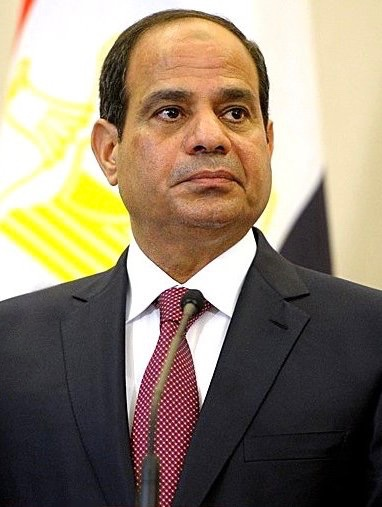
EGY Абдул-Фаттах Ас-Сиси, Президент, Председатель Африканского Союза
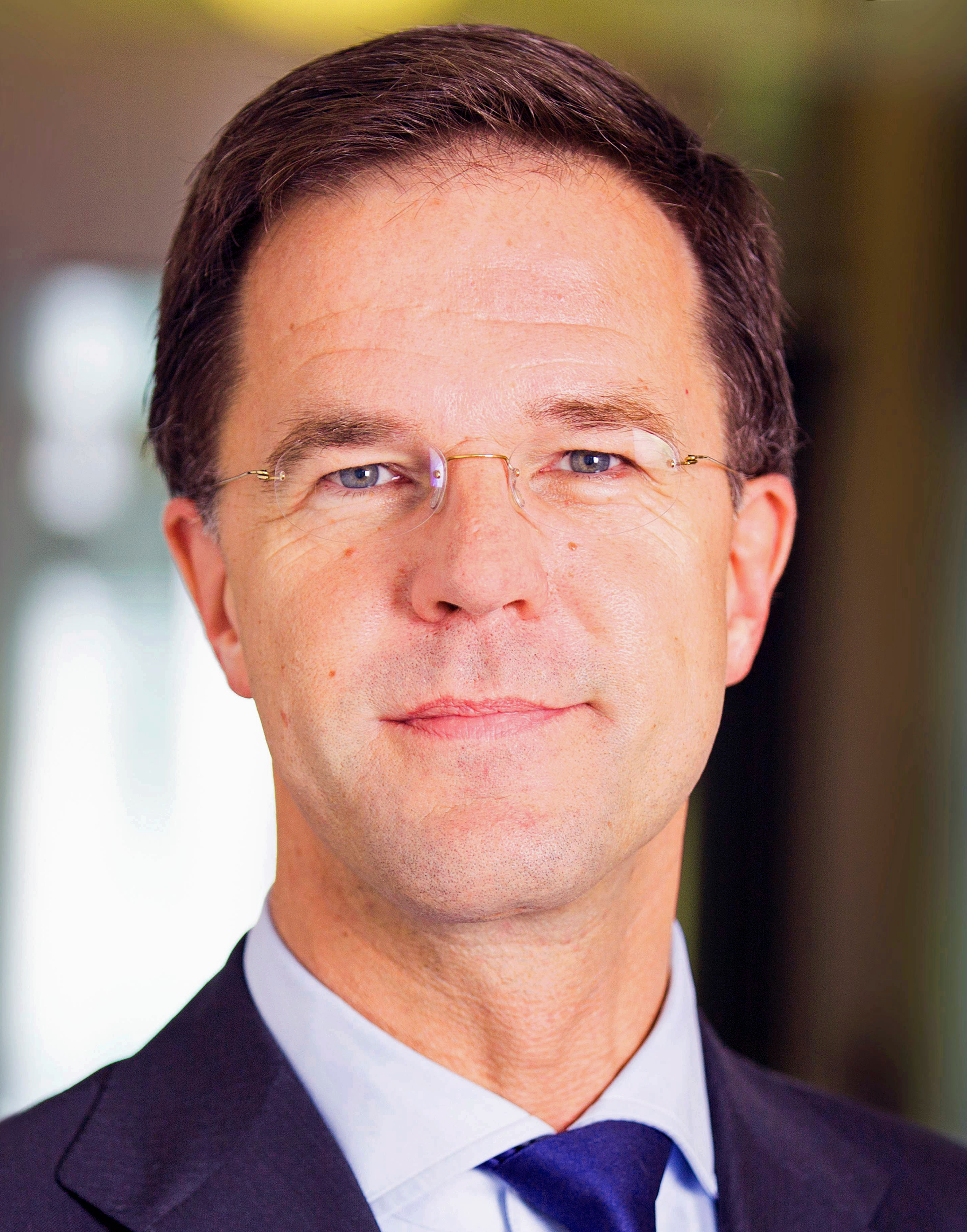
NLD Марк Рютте, Премьер-министр Приглашённый гость
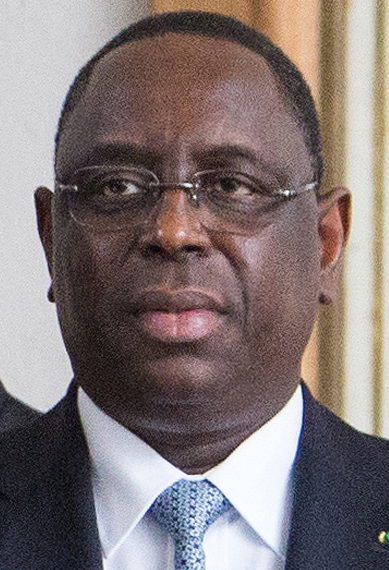
SEN Маки Саль, Президент, Председатель Нового партнёрства для развития Африки
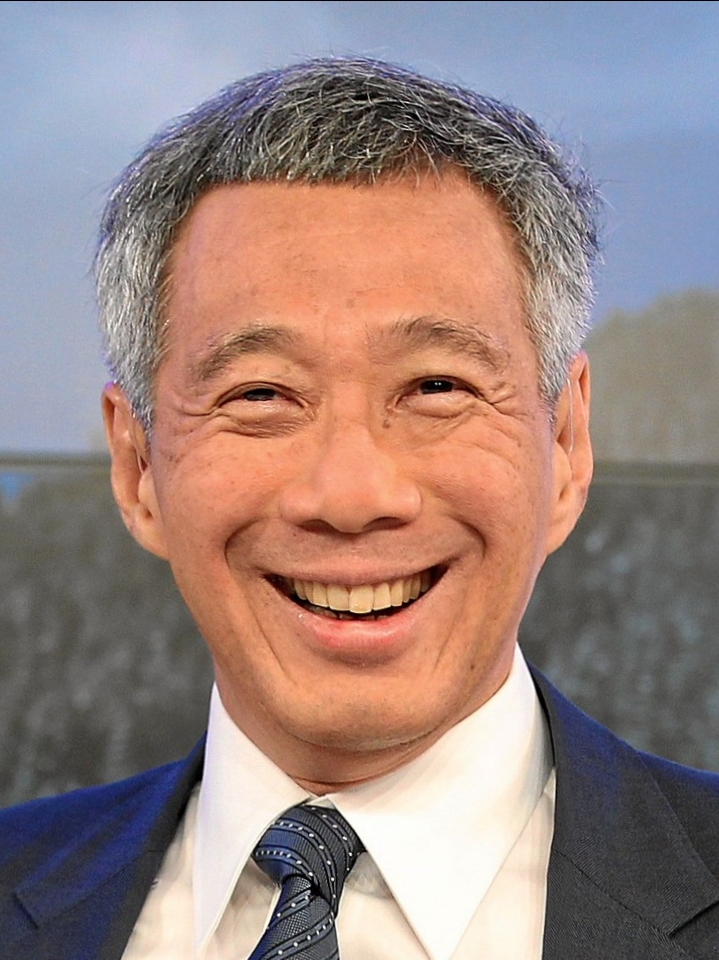
SGP Ли Сянлун, Премьер-министр Приглашённый гость
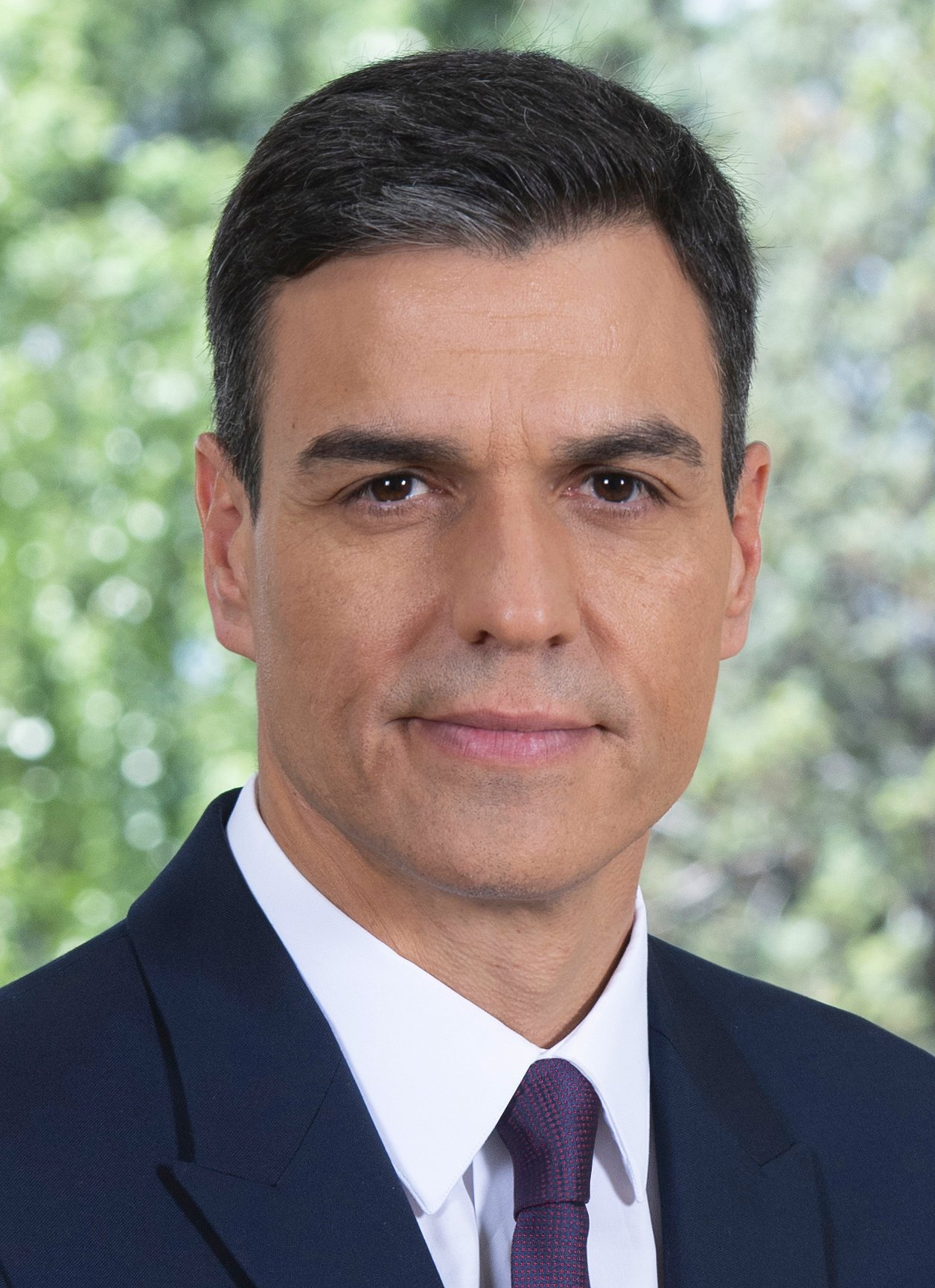
ESP Педро Санчес, Председатель правительства Приглашённый гость
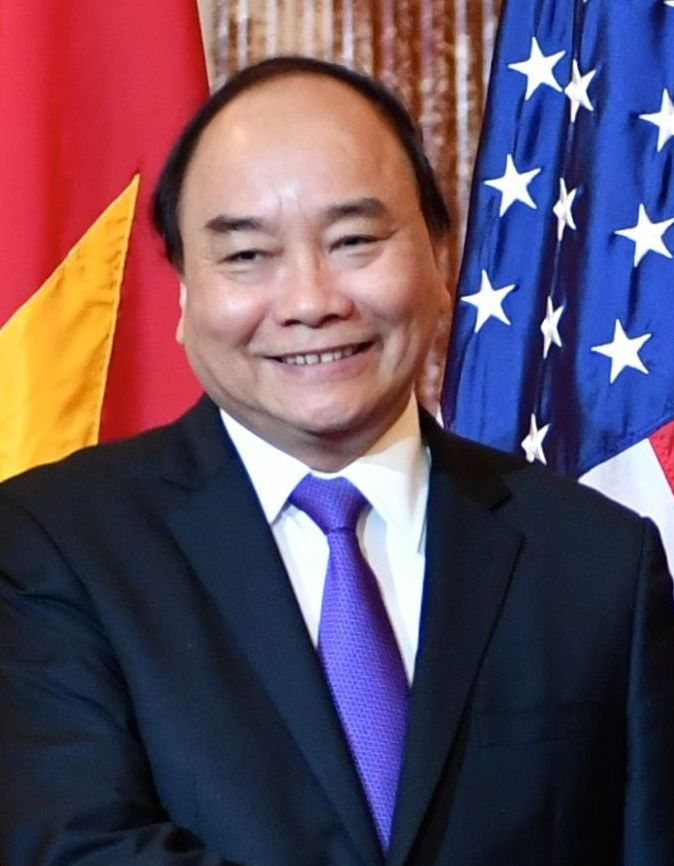
VNM Нгуен Суан Фук, Премьер-министр Приглашённый гость

- Чили
Себастьян Пиньера, Президент, Председатель APEC
- Египет
Абдул-Фаттах Ас-Сиси, Президент, Председатель Африканского Союза[1]
- Нидерланды
Марк Рютте, Премьер-министр
Приглашённый гость
- Сенегал
Маки Саль, Президент, Председатель Нового партнёрства для развития Африки
- Сингапур
Ли Сянлун, Премьер-министр
Приглашённый гость
- Испания
Педро Санчес, Председатель правительства
Приглашённый гость
- Вьетнам
Нгуен Суан Фук, Премьер-министр
Приглашённый гость

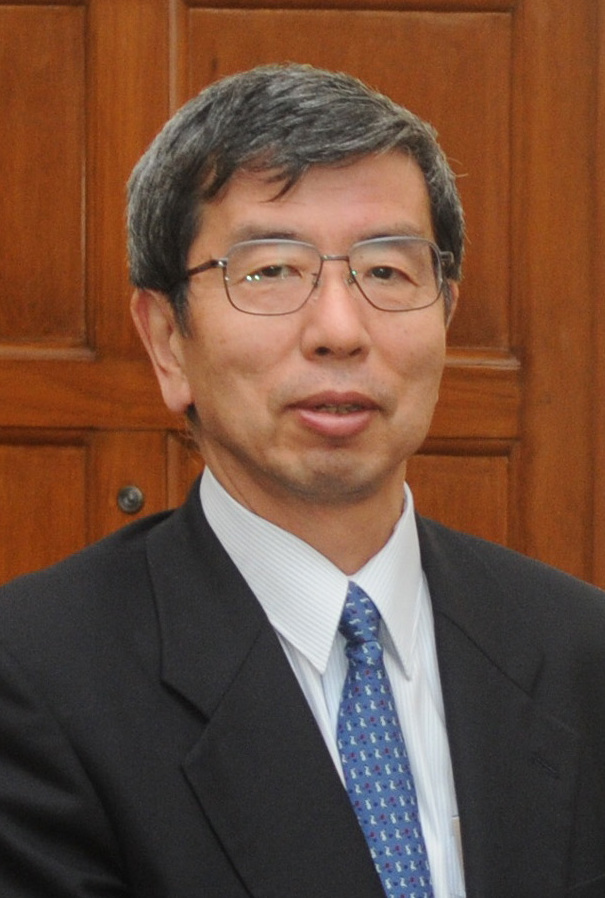
Азиатский банк развития Такэхико Накао, Президент
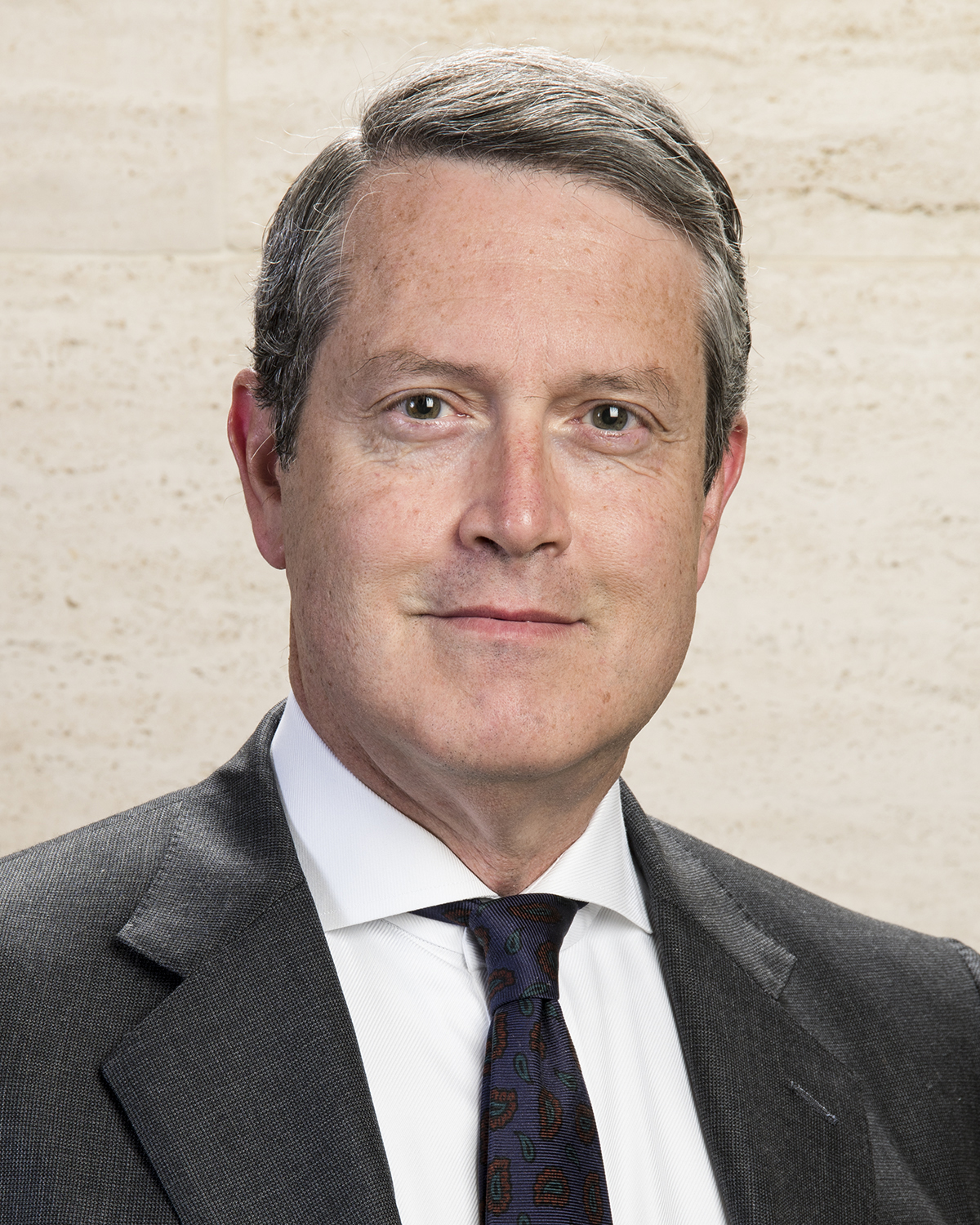
Совет по финансовой стабильности Рэндал Куорлс, Президент
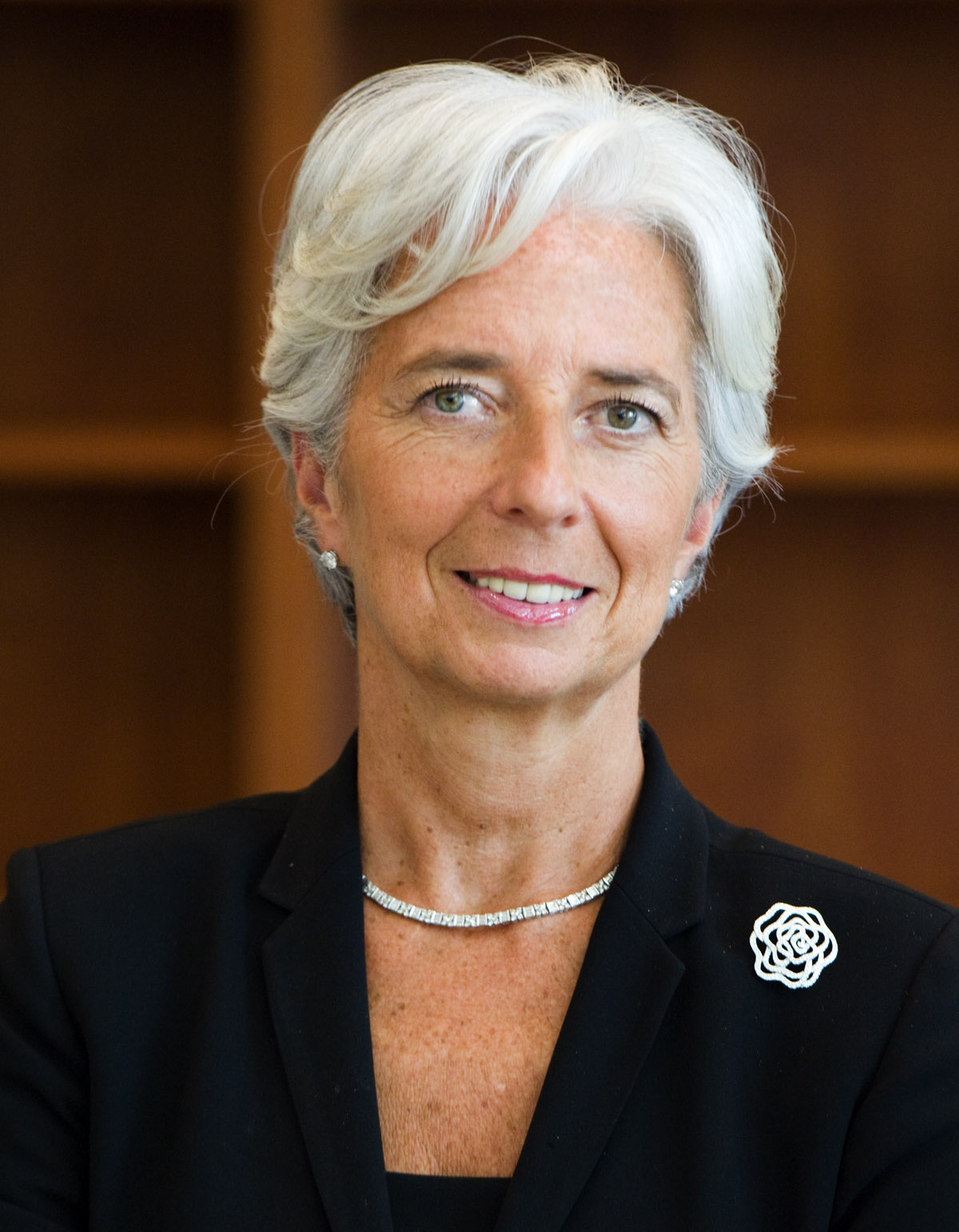
Международный валютный фонд Кристин Лагард, Директор-распорядитель
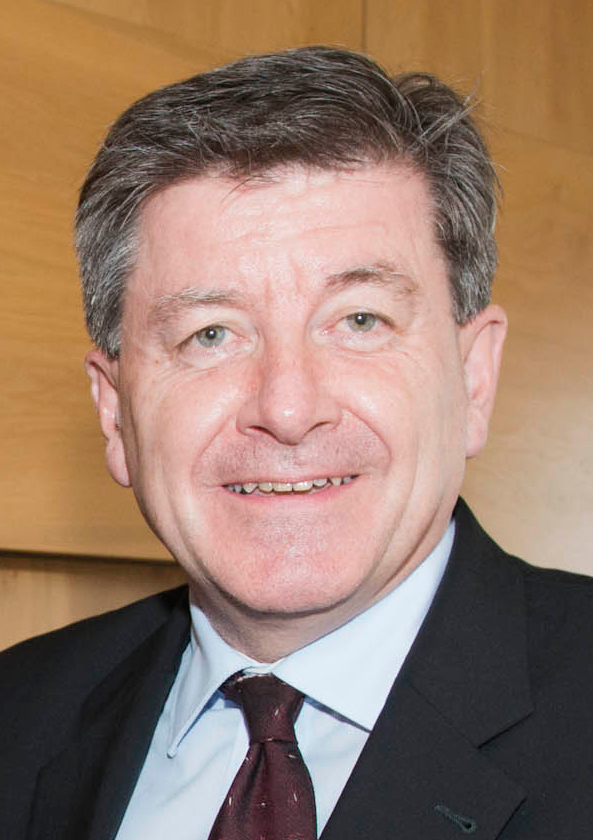
Международная организация труда Гай Райдер, Генеральный директор
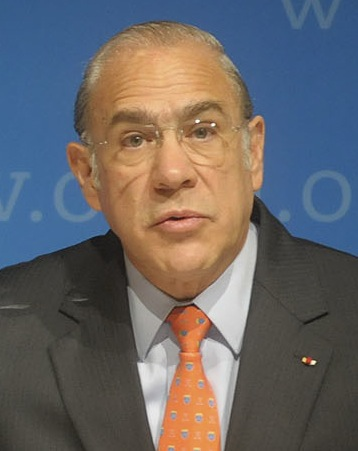
Организация экономического сотрудничества и развития Хосе Анхель Гурриа, Генеральный секретарь
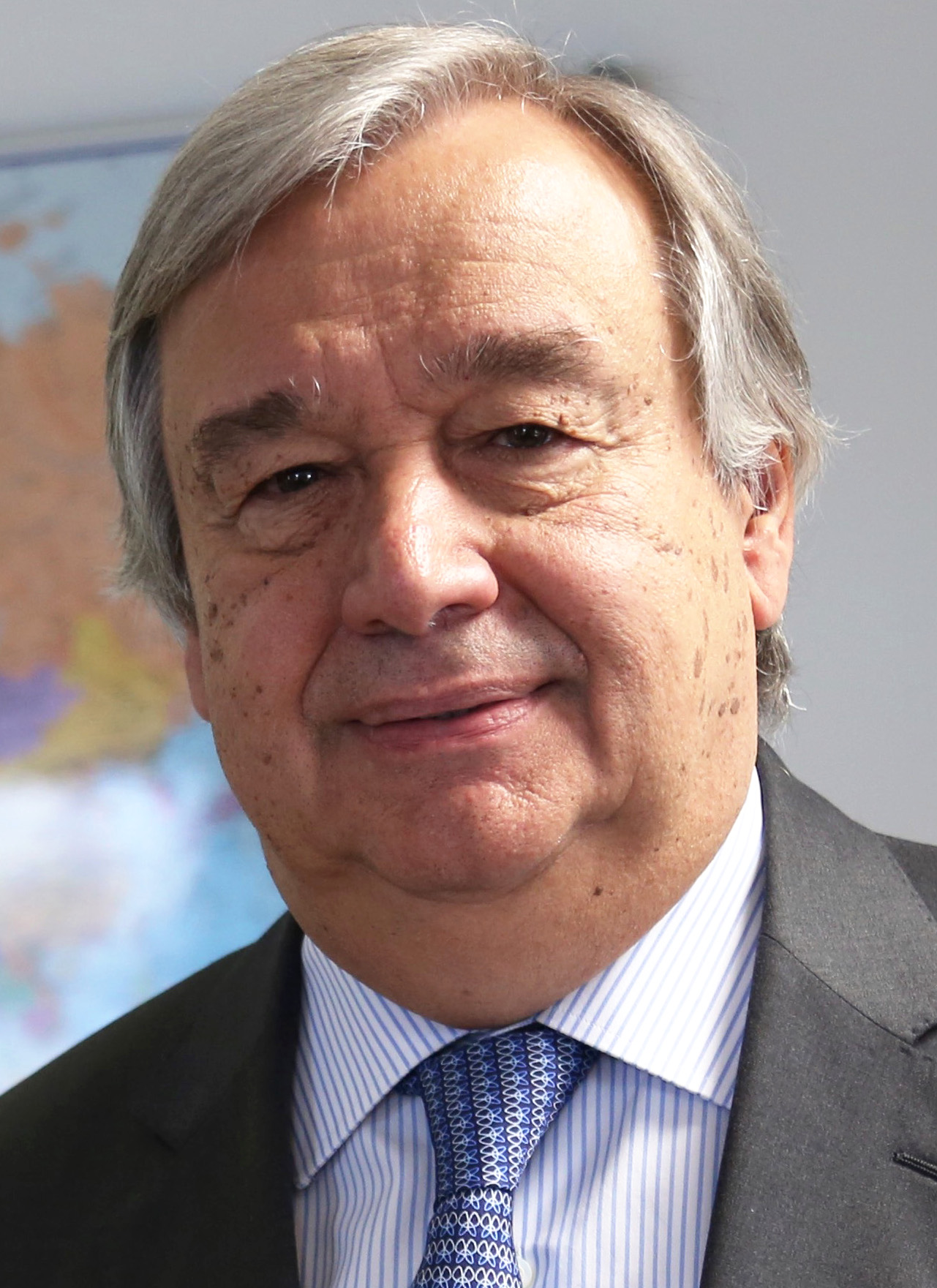
Организация Объединённых Наций Антониу Гутерриш, Генеральный секретарь
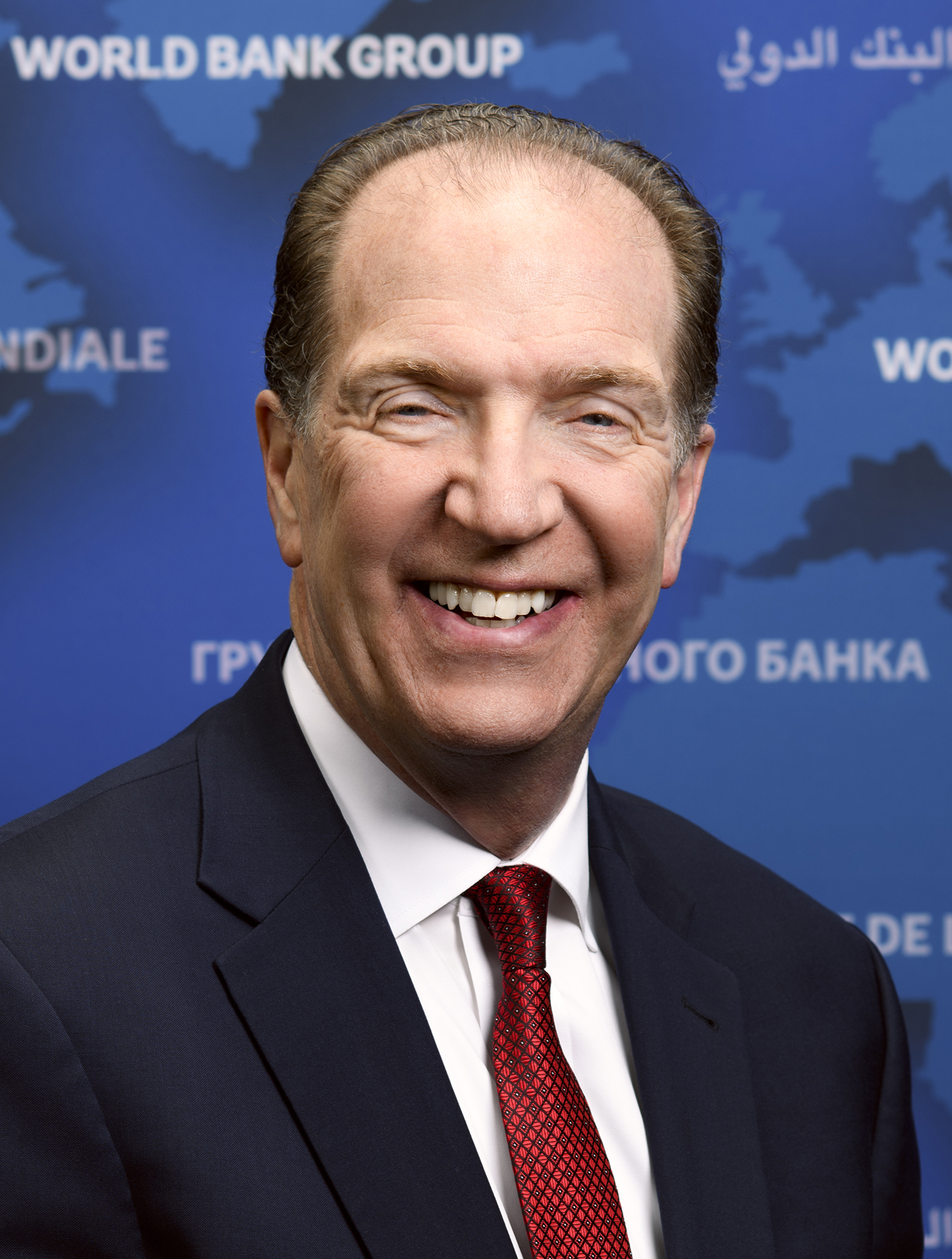
Всемирный Банк Дэвид Малпасс, Президент
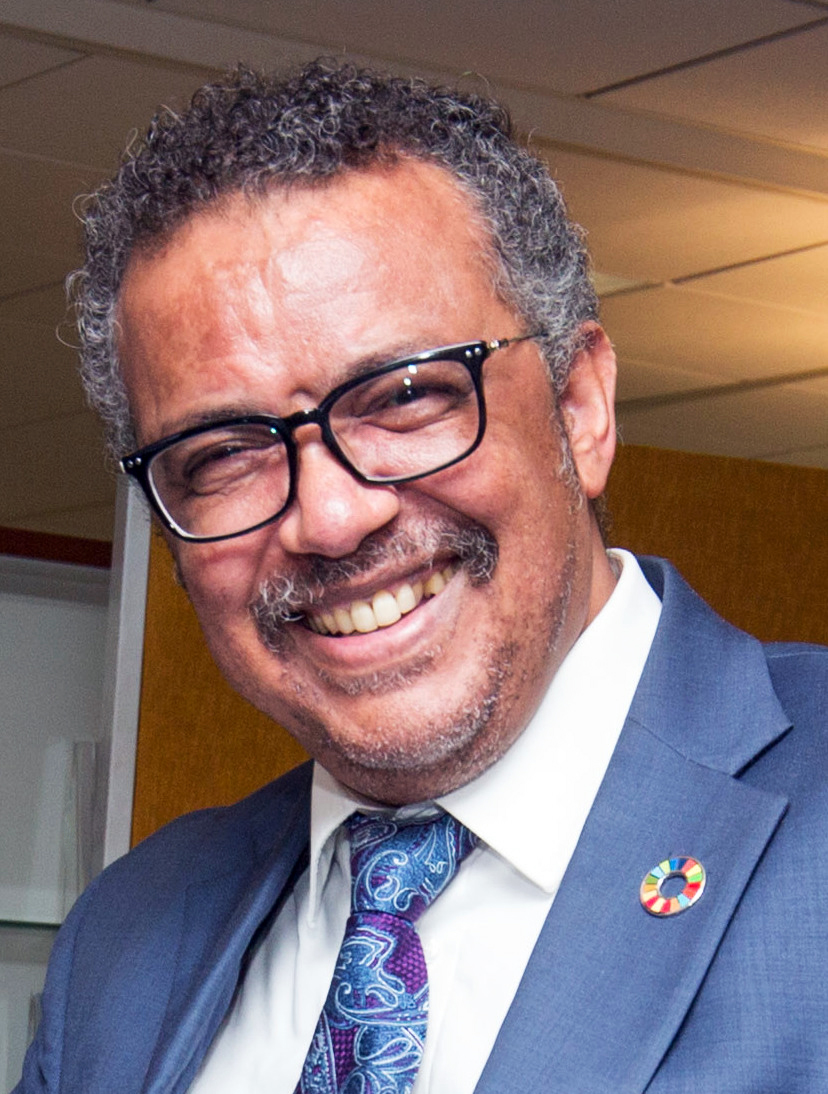
Всемирная организация здравоохранения Тедрос Аданом Гебреисус, Генеральный директор
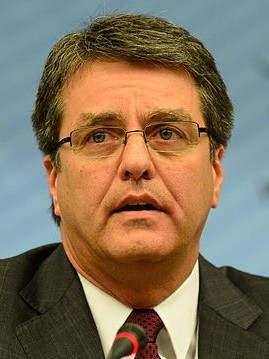
Всемирная торговая организация Роберту Азеведу, Генеральный директор

## Ход саммита
Местом проведения форума стал международный выставочный комплекс INTEX Osaka на искусственном острове Сакисима в Осакском заливе. На саммит были аккредитованы около 7 тыс. представителей СМИ.
Президенты России и США провели первые полноформатные переговоры за год (запланированные переговоры на полях прошлого саммита G20 в декабре 2018 года Трамп отменил за сутки до встречи в связи с инцидентом в Керченском проливе). Беседа продлилась 1 час 20 минут. С обеих сторон был выражен настрой на улучшение качества отношений и восстановление каналов общения. Было условлено возобновить диалог по стратегической стабильности, рассмотреть возможности придания дополнительных импульсов двустороннему экономическому сотрудничеству. Путин пригласил Трампа в Москву на празднование 75-летия Победы 9 мая 2020 года. Стороны выразили согласие с тем, что улучшение отношений между США и РФ отвечает интересам как обеих стран, так и всего мира; обсудили вопросы, касающиеся Сирии, Ирана, Венесуэлы, Украины, КНДР. Трамп заявил, что Китай должен участвовать в обсуждении современной модели системы контроля над вооружениями.
Владимир Путин встретился с премьер-министром Великобритании Терезой Мэй по её просьбе. Обсуждались инцидент с отравлением Скрипалей в Солсбери, конфликт на Украине, иранская ядерная сделка и ситуация в Сирии. Мэй заявила, что нормализация отношений между Великобританией и Россией пока невозможна.
Владимир Путин, Ангела Меркель и Эмманюэль Макрон договорились продолжить работу по урегулированию украинского конфликта в нормандском формате.
Си Цзиньпин и Дональд Трамп условились возобновить торговые переговоры и не вводить новые пошлины. Стало известно, что КНР планирует расширить импорт сельхозпродукции из США. Трамп также отметил, что позволит китайской компании Huawei приобретать американскую продукцию.
Президент США сообщил о желании провести встречу с северокорейским лидером Ким Чен Ыном в демилитаризованной зоне на границе двух Корей в ходе визита в Южную Корею сразу после саммита. Трамп и наследный принц Саудовской Аравии Мухаммед ибн Салман Аль Сауд в ходе встречи осудили «усилившуюся агрессию со стороны Ирана» и выразили свою приверженность поддержанию устойчивого международного рынка нефти. Трамп считает, что установить виновность наследного принца в смерти саудовского журналиста Джамаля Хашогги пока не удалось.
Россия и Саудовская Аравия выступили за продление сделки ОПЕК+ по ограничению добычи нефти на срок 6 или 9 месяцев.

## Итоги
В совместном коммюнике, распространённом по итогам прошедшего в Осаке двухдневного заседания, говорится следующее:
Лидеры стран G20 подчеркнули необходимость совместных действий для урегулирования проблемы массовой миграции, призвали обеспечить беспрепятственные энергетические поставки всех видов энергоресурсов по всем маршрутам для обеспечения мировой энергобезопасности. Саммит подтвердил право каждой страны самостоятельно определять собственный путь к чистой энергетике и набор источников энергии, которыми они будут пользоваться. Подчеркнута важность новых технологий в этом процессе, включая использование в качестве топлива водорода, а также создания систем улавливания и хранения углерода для его последующей переработки с целью очистки выбросов традиционной углеводородной энергетики. Саммит также выразил озабоченность безопасностью энергетических поставок «в свете последних событий», не конкретизируя, идёт ли речь о нападении на танкеры в Ормузском проливе или попытках отдельных стран ЕС и США затормозить строительство газопровода «Северный поток — 2» в Балтийском море.
Разногласия между США и другими членами G20 по вопросам климата нашли отражение в тексте совместного коммюнике. Соединённые Штаты подтвердили своё решение выйти из Парижского соглашения по климату, потому что оно действует в ущерб американским рабочим и налогоплательщикам. В результате позиции США и других членов «Большой двадцатки» записаны в разных пунктах декларации. Остальные члены G20 заявили о своей приверженности международной договорённости по климату.
Страны Группы двадцати взяли на себя обязательство способствовать равноправию женщин и уменьшению гендерных различий в сфере занятости, образования и предпринимательства.
Страны ожидают, что туризм в дальнейшем продолжит оставаться важнейшим фактором глобального экономического роста. Лидеры стран «двадцатки» договорились о полном прекращении выброса пластика в Мировой океан к 2050 году.
Страны согласились с необходимостью ужесточить меры по противодействию терроризму и распространению насилия в интернете. Инициатива была выдвинута Австралией после атаки на мечети в Крайстчерче в марте 2019 года.